# 박광명
박광명(朴光明, 1943년 5월 21일 ~ )은 대한민국의 제2대 부산광역시의원이다.

## 학력
- 낙동중학교 졸업

## 경력
- 1978.07 ~ 1980.10 제2대 통일주체국민회의 대의원
- 1981.02 대통령 선거인단
- 바르게살기 강서구 협의회 초대 회장
- 1995.07 ~ 1998.06 제2대 부산광역시의회 의원
- 제2대 부산광역시의회 세입·세출결산위원장
- 2002아시안게임 유치위원회 위원
- 대상초등학교 총동창회 회장
- 낙동중학교 총동창회 고문
- 대저1동 주민자치위원회 위원장
- 주권수호대책협의회 공동의장
- 범대저 환지개발 반대·그린벨트 해제투쟁위원회 위원장
- 이명박 대통령 예비후보 지방자치특별보좌역

## 역대 선거 결과
|  | 0% |

|  | 0% |

|  | 12.9% |

|  | 37.04% |

|  | 32.73% |

|  | 22.53% |

|  | 5.0% |

|  | 9.71% |

|  | 4.52% |